# NAFC-kampioenschap 1990
De NAFC-kampioenschap 1990 (North American Nations Cup) was de 3e editie van het NAFC-kampioenschap. Het toernooi werd na 41 jaar weer georganiseerd. In 1991 volgde nog een toernooi in de Verenigde Staten. Daarna zou dit toernooi overgaan in de CONCACAF Gold Cup, waar de NAFC-leden automatisch voor zijn geplaatst. Mexico won het laatste toernooi door eerste te worden in de poule.

## Eindstand
| Plek | Team             | Pts | Pld | W | D | L | GF | GA | GD |
| ---- | ---------------- | --- | --- | - | - | - | -- | -- | -- |
| 1    | Canada           | 6   | 2   | 2 | 0 | 0 | 3  | 1  | +2 |
| 2    | Mexico           | 3   | 2   | 1 | 1 | 0 | 2  | 2  | 0  |
| 3    | Verenigde Staten | 0   | 2   | 0 | 0 | 2 | 0  | 2  | –2 |

## Wedstrijden
|                                     |         |       |                  |                           |
| 6 mei 1990 «onderlinge duels» 13:30 | Canada  | 1 – 0 | Verenigde Staten | Swangard Stadium, Burnaby |
| 6 mei 1990 «onderlinge duels» 13:30 | Catliff |       |                  | Swangard Stadium, Burnaby |

|                                      |        |       |                  |                           |
| 10 mei 1990 «onderlinge duels» 20:30 | Mexico | 1 – 0 | Verenigde Staten | Swangard Stadium, Burnaby |
| 10 mei 1990 «onderlinge duels» 20:30 | Flores |       |                  | Swangard Stadium, Burnaby |

|                                      |         |       |        |                           |
| 13 mei 1990 «onderlinge duels» 13:30 | Canada  | 2 – 1 | Mexico | Swangard Stadium, Burnaby |
| 13 mei 1990 «onderlinge duels» 13:30 | Catliff |       | Flores | Swangard Stadium, Burnaby |

| Winnaar NAFC-kampioenschap 1990 |
| ------------------------------- |
|                                 |
| CANADA 1ste titel               |

## Doelpuntenmakers
3 doelpunten
- John Catliff

2 doelpunten
- Luis Flores